# 2024年7月以色列空襲也門
2024年7月20日，以色列國防軍對也門荷台達港内的胡塞武裝軍事設施發動空襲，並將行動命名為「長臂行動」。在襲擊行動中，以軍派遣了F-15、F-35II及波音707空中加油機等空軍飛機。
襲擊前一日，胡塞武裝對以色列特拉維夫發動無人機襲擊，導致1死10傷。以軍表示，此次襲擊為報復胡塞武裝自2023年哈瑪斯襲擊以色列起對以色列發動的多次襲擊。
此次空襲為以色列首次直接襲擊也門，襲擊目標距離以色列達1,700公里。

## 背景
胡塞武裝為也門一個伊斯蘭教什葉派宰德派武裝組織，並受到伊朗支持。該組織立場反美、反沙特、主張消滅以色列。
自2023年哈瑪斯襲擊以色列以來，胡塞武裝多次對以色列發射無人機和飛彈，並襲擊在紅海航行的國際商船。

### 7月19日特拉維夫無人機襲擊
2024年7月19日，胡塞武裝發射的1架無人機擊中特拉維夫美國大使館分局附近的一棟公寓，造成1人死亡，至少10人受傷。有沙特消息稱，胡塞武裝共發射1枚彈道飛彈和4架無人機，但當中全部彈道飛彈和3架無人機被美軍攔截。胡塞武裝承認責任，稱其使用一架可躲避以方雷達和攔截系統的「雅法」無人機，並揚言將繼續襲擊特拉維夫。

## 過程

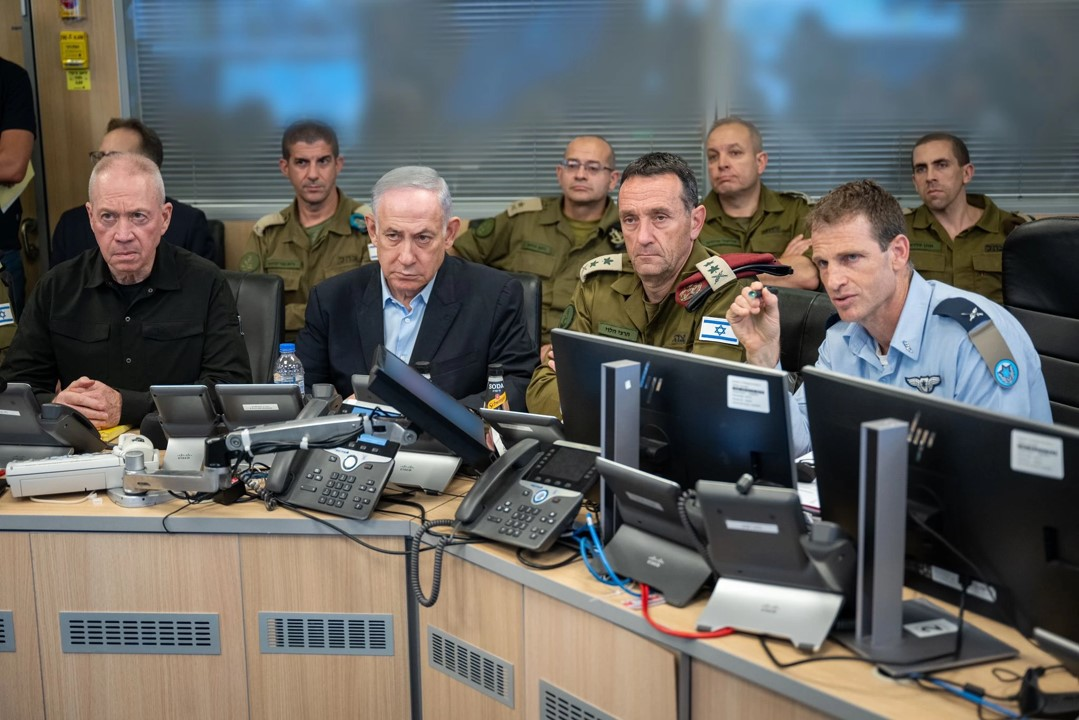
襲擊行動期間，以色列空軍及政府高層在以色列國防部總部召開會議。由右至左：以色列空軍參謀長奧馬爾·蒂什勒、以色列國防軍總參謀長赫齊·哈萊維、總理本雅明·內塔尼亞胡、國防部長約阿夫·加蘭特

據以色列國防部稱，此次空襲行動計劃於7月20日上午得到批准，並由國防部長約阿夫·加蘭特、以色列國防軍參謀長赫齊·哈萊維等高級國防官員監督討論。以色列第12頻道報道，以色列內閣在國防部長加蘭特和參謀長哈勒維主持下，於約下午2時30分召開了特別緊急會議。
互聯網上流傳影片，拍攝到荷台達市内有大規模煙霧。據胡塞武裝官員稱，襲擊襲擊了也門紅海主要港口荷台達港的石油設施、一座發電站和一家電力公司，導致火災和大規模停電。沙特新聞頻道AlHadath報道，襲擊造成至少3人死亡，15人受傷。胡塞武裝新聞頻道Al-Masirah則報道，石油設施、一座發電站和一家電力公司，導致火災和大規模停電，至少80人亦因襲擊受傷，當中大多數為嚴重燒傷。
以色列新聞媒體Ynet報道，以色列空襲目標為胡塞武裝控制的油庫、伊朗製武器儲存設施和一個機場，以中斷從伊朗到也門的武器供運。胡塞武裝發言人稱，以色列襲擊了荷台達港的石油設施和一家電力公司，引發火災及大規模停電。
以軍在襲擊行動中派遣了F-15、F-35II戰鬥機以及波音707空中加油機。據Ynet報道，以軍行動中的部隊包括「Nachshon」中隊、海軍和一艘潛艇，並在約100公里外距離使用超視距彈藥襲擊荷台達。
待空襲行動結束和以軍飛機返回基地後，在以色列時間約下午7時，以色列國防軍發佈聲明，確認其戰鬥機襲擊了荷台達港内用作儲藏武器的胡塞武裝軍事設施，以報復胡塞武裝數月來對以色列的襲擊。

## 反應

### 以色列
以色列總理本雅明·內塔尼亞胡表示，荷台達港因被用於軍事目的而被以軍襲擊，並指此次襲擊「向以色列的敵人展示以色列國的長臂沒有地方無法觸及」，而「任何傷害以色列的人都會付出沉重代價」。
以色列軍方發言人丹尼爾·哈加里承認以軍對此次襲擊的責任，表示以軍戰鬥機襲擊胡塞武裝軍事目標。他稱，以色列發動了必要和相稱的打擊，以制止胡塞武裝的恐怖攻擊。
以色列外交部長伊斯雷爾·卡茨表示，此次襲擊是「對伊朗在也門的恐怖主義組織的嚴厲打擊」，稱「以色列會攻擊任何攻擊以色列的人」。他表示，伊朗為恐怖主義的「蛇頭」，必須立刻被終止。
以色列國防部長約阿夫·加蘭特表示，濺起「以色列公民的鮮血有代價」，稱任何對以色列人的襲擊將引來與在黎巴嫩和加沙「相同」的反應。

### 胡塞武裝
胡塞武裝發言人納斯魯丁·阿米爾稱此次襲擊為「以色列的野蠻侵略行爲」，意在對也門人民造成痛苦及迫使胡塞武裝停止支持加沙。他表示，胡塞武裝不會停止支持加沙及其行動，而會將行動升級。
胡塞武裝成員穆罕默德·布海蒂表示，此次空襲只會增加其針對以色列的軍事行動，直到「對加沙的侵略停止和對加沙居民的圍困被解除」。他亦稱，「猶太復國主義實體將為針對平民的行為付出代價」，胡塞武裝「將以升級應對升級」。

### 國際社會
- 哈馬斯譴責以軍襲擊。其政治局成員伊扎特·里什克稱，以色列「毫無疑問將被在荷台達點燃的大火所燒毀」[35]。
- 真主党發出聲明，稱此次空襲為「猶太復國主義敵人採取的愚蠢行爲」，指其會令中東地區内的對抗進入新的危險階段[36]。
- 伊朗外交部發言人表示，以色列「危險的冒險主義」可能會引發更廣泛的地區衝突，指以色列及其盟友對襲擊造成的後果負責[37]。
- 科威特外交部譴責以軍空襲，稱其「削弱了旨在結束地區内暴力循環的國際努力」，與緩和緊張局勢的共同目標背道而馳[38]。
- 阿曼外交部表示，以軍襲擊意味著地區内的緊張局勢再次升級，將使地區局勢更加複雜化，並阻礙緩和局勢的進程[38]。
- 沙烏地阿拉伯國防部發言人圖爾基·馬利基稱，沙特並無參與此次襲擊，指不會允許任何一方滲透其領空[39]。
- 联合国秘書長安東尼奧·古特雷斯對以軍空襲表示深切關注，呼籲衝突各方「保持最大限度克制」[40]。
- 美国國家安全委員會發言人表示，美國並無與以色列協調此次空襲，並指美國完全承認以色列自衛權[8]。
- 葉門總統領導委員會（英语：Presidential Leadership Council）（國際社會所承認的政府）譴責以軍空襲，但同時警告胡塞武裝不要「為了伊朗政權的利益」而將也門人民捲入「荒謬的戰鬥」，警告伊朗和以色列不要將也門變成「其荒謬的戰爭及地區内顛覆性計劃的競技場」。[41]。

## 後續
7月21日上午，南部城市埃拉特響起防空警報。同日，以色列國防軍表示，使用箭-3防空系統攔截了一枚從也門發射的飛彈，指其並無進入以色列領空内，並否認有爆炸。胡塞武裝稱，向以色列埃拉特發射了多枚飛彈，並表示會繼續襲擊以色列。